# Chondracanthodes tuberofurcatus
Chondracanthodes tuberofurcatus is een eenoogkreeftjessoort uit de familie van de Chondracanthidae. De wetenschappelijke naam van de soort is voor het eerst geldig gepubliceerd in 1966 door Kabata & Gusev.